# Gastrotheca pacchamama
Espèce
Statut de conservation UICN

 EN  : En danger
Gastrotheca pacchamama est une espèce d'amphibiens de la famille des Hemiphractidae.

## Répartition
Cette espèce est endémique de la région d'Ayacucho au Pérou. Elle se rencontre à Mahuayara dans la province de La Mar vers 3 710 m d'altitude dans la cordillère Orientale.

## Description
Les mâles mesurent jusqu'à 37,5 mm et les femelles jusqu'à 38,0 mm.

## Publication originale
- Duellman, 1987 : Two new species of marsupial frogs (Anura: Hylidae) from Peru. Copeia, vol. 1987, p. 903–909.